# Алазанська долина
Алаза́нська долина (Алазань-Агричайська рівнина, Алазань-Авторанська рівнина) — район в Грузії та Азербайджані вздовж південного підніжжя Великого Кавказу, по річках Алазані та Агричай. Висота над рівнем моря — 200-450 м. У Грузії називається Кахетинською рівниною. Розвинуте виноградарство та туризм.
В середньовіччя ця територія відповідала грузинській області Гереті, а раніше була частиною Кавказької Албанії. Виділяється значним мовним розмаїттям. Крім грузин та азербайджанців, тут проживають аварці, осетини, цахури, інгілойці, рутульці, росіяни, удіни (село Зінобіані). 
Населені пункти на території Грузії: Кварелі, Лаґодехі, Цнорі.
Населені пункти на території Азербайджану: Балакен, Закатала, Кахі.

## Галерея

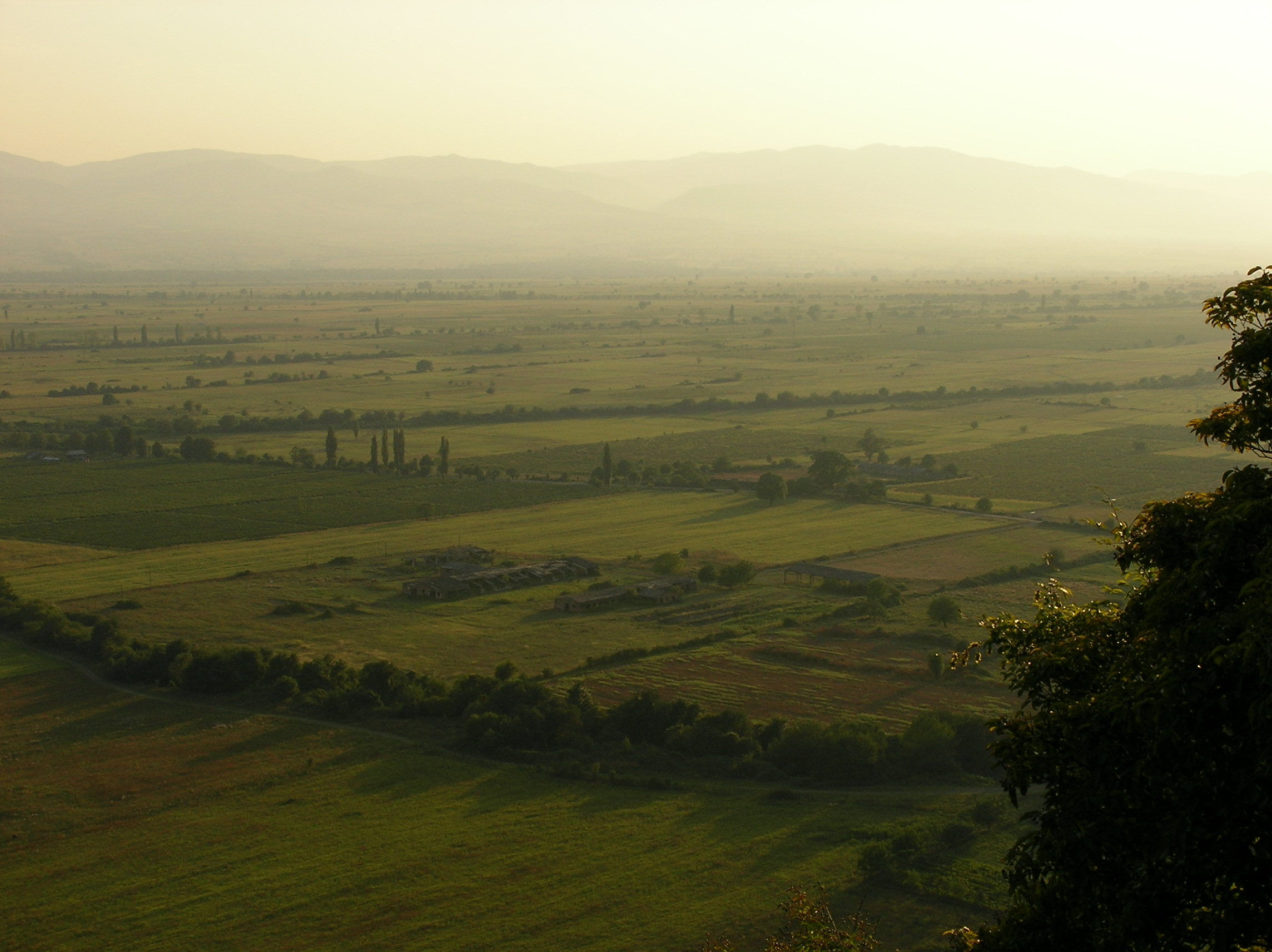
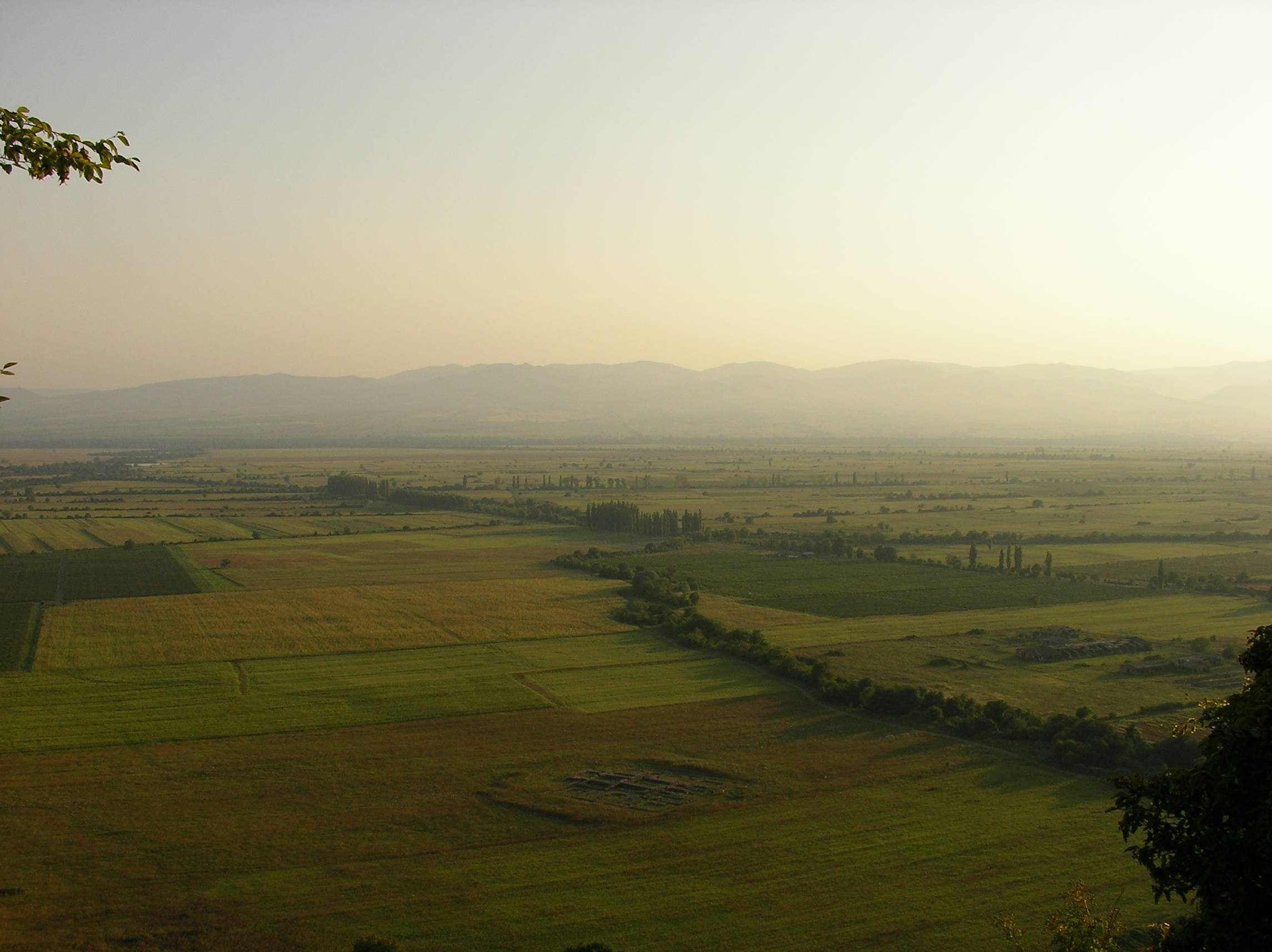
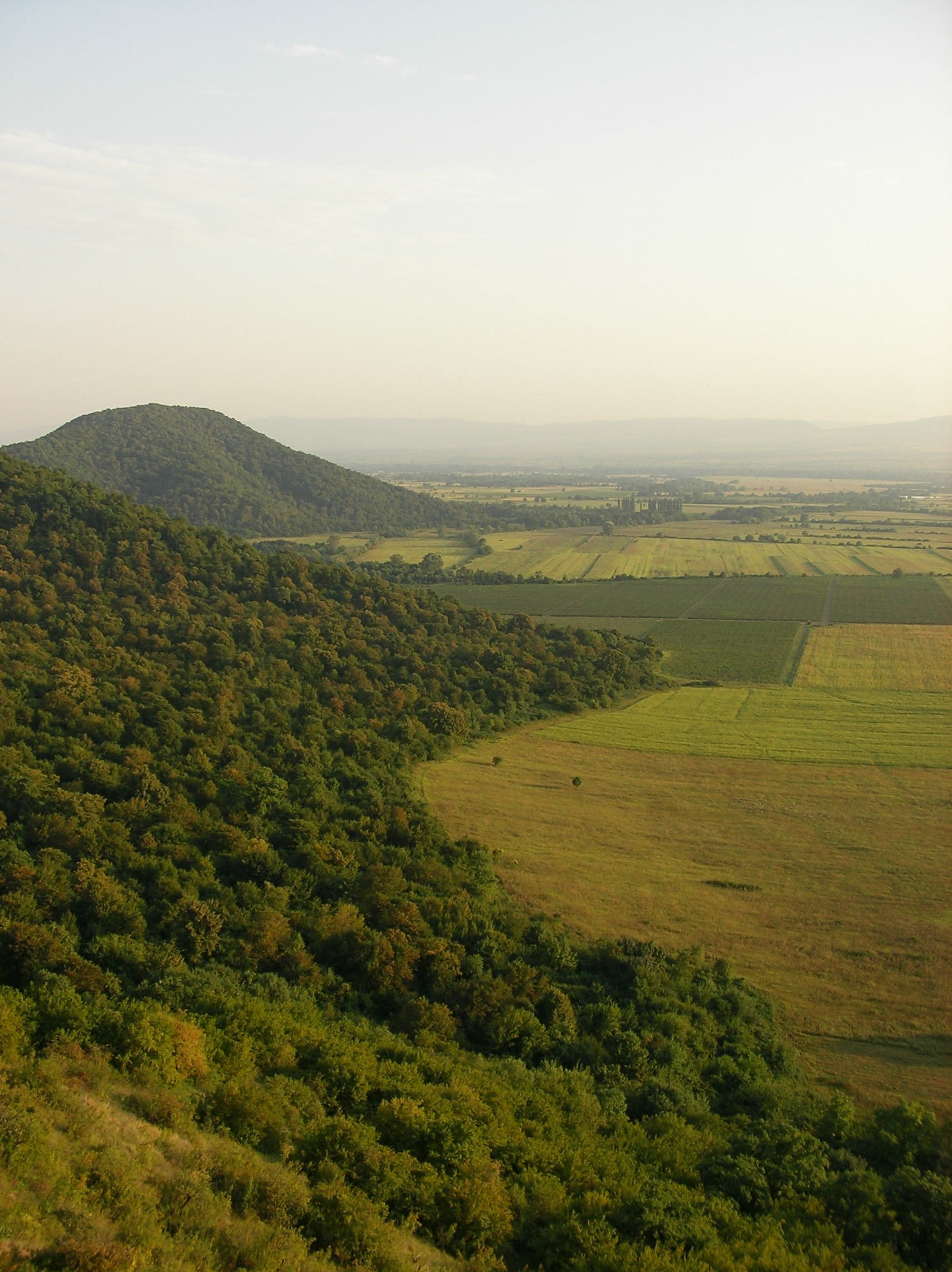
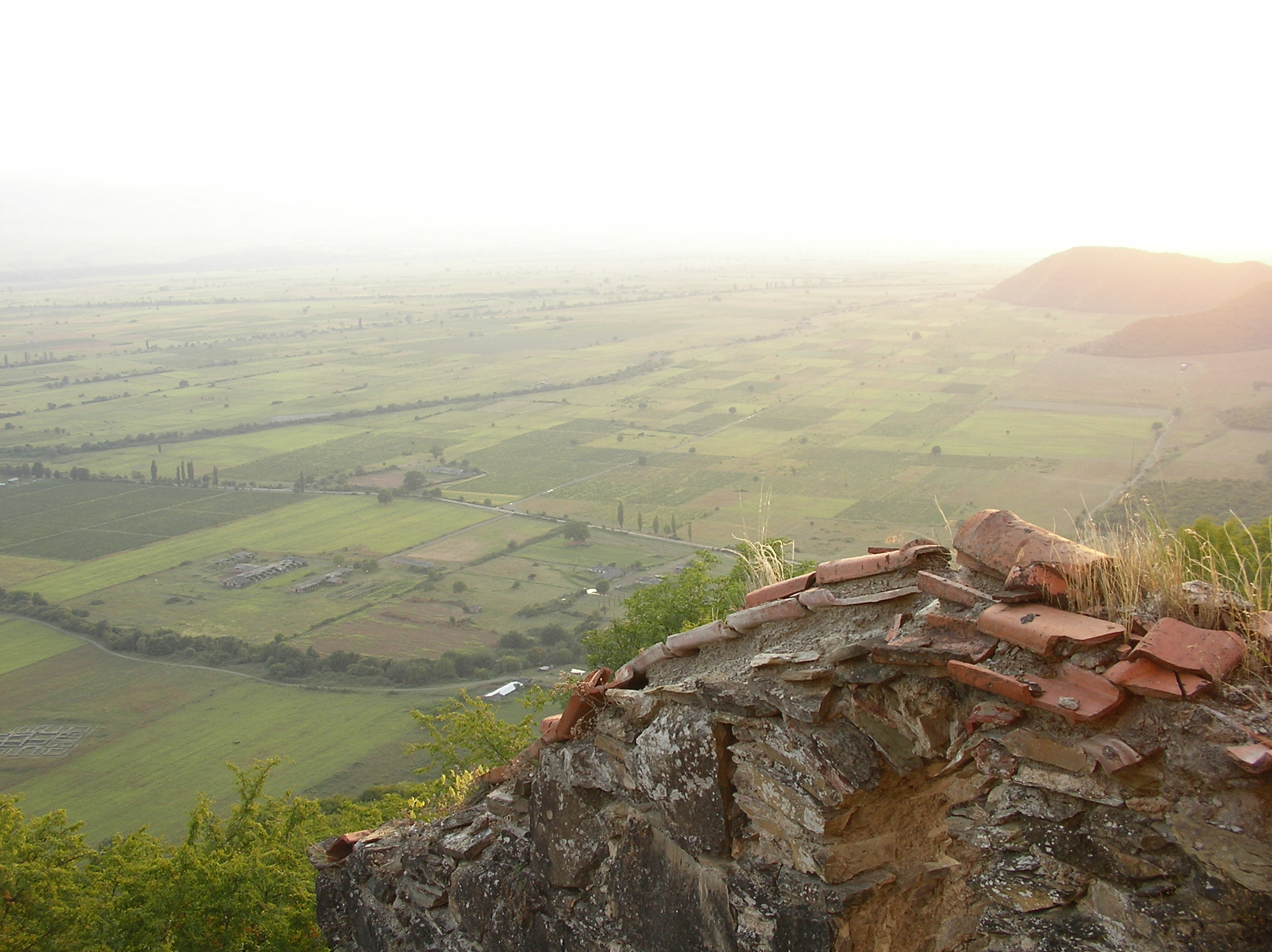
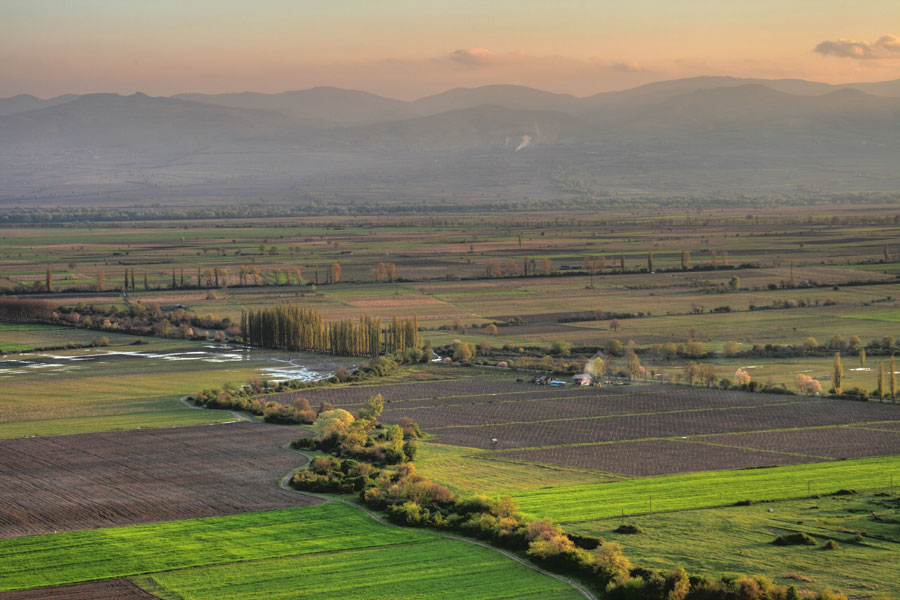
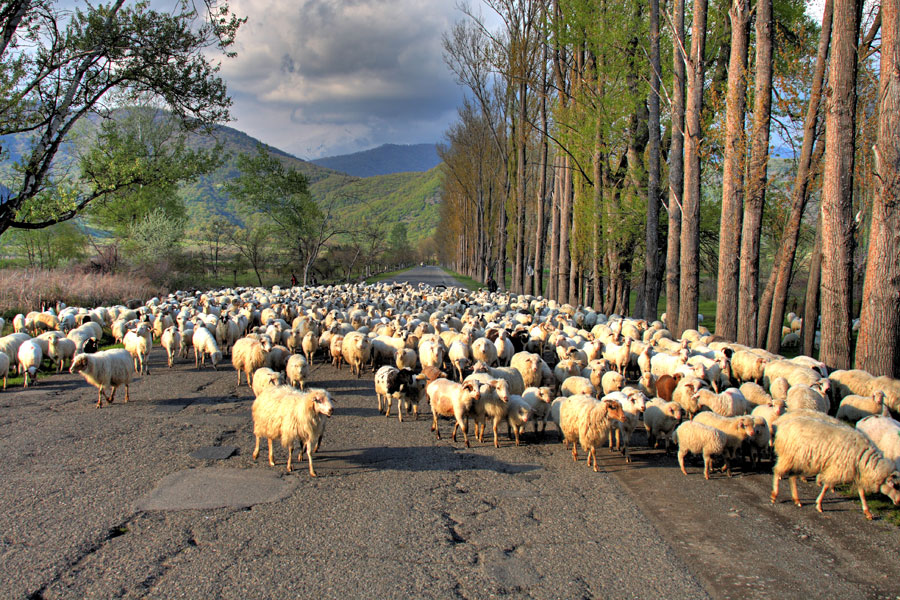
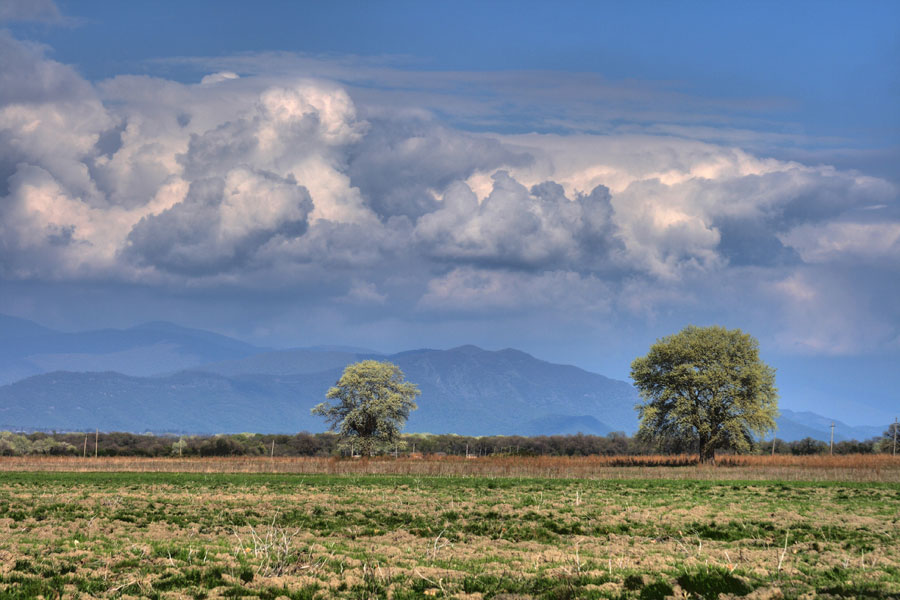
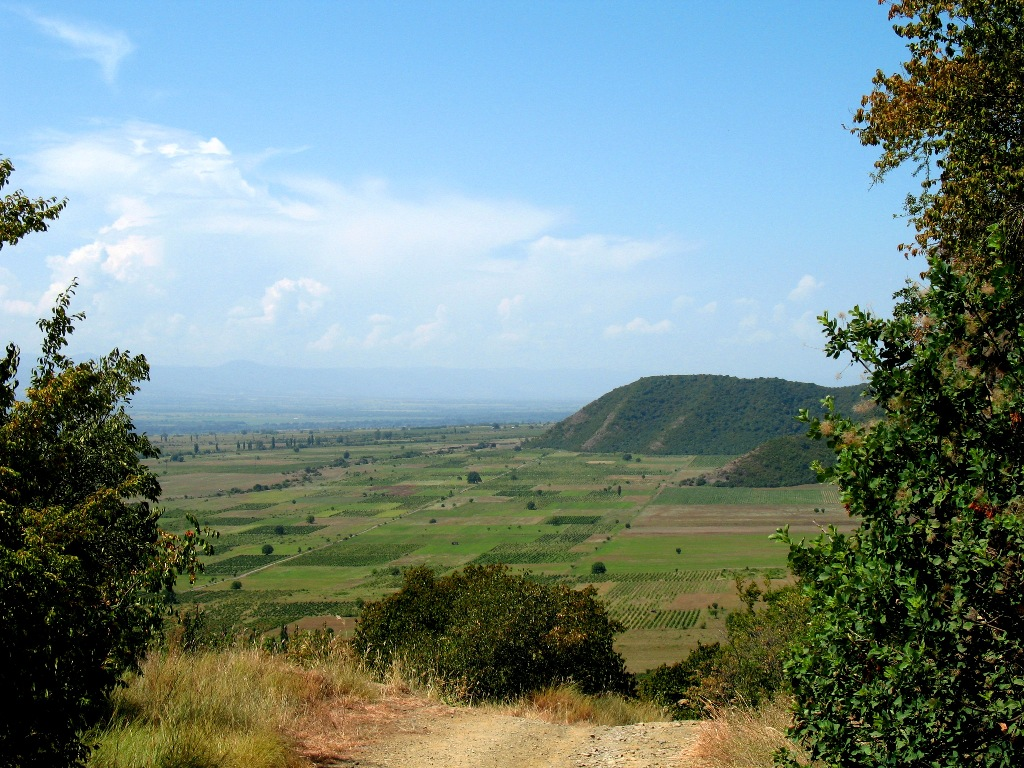

| Азербайджан | Це незавершена стаття з географії Азербайджану. Ви можете допомогти проєкту, виправивши або дописавши її. |

| Грузія | Це незавершена стаття з географії Грузії. Ви можете допомогти проєкту, виправивши або дописавши її. |